# Palazzo delle colonne (Tolemaide)

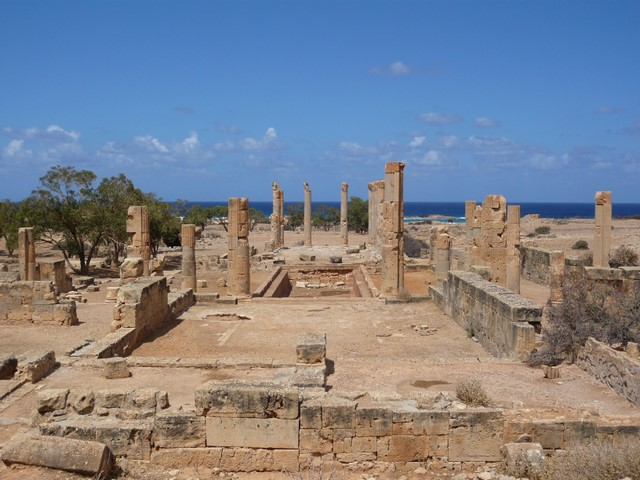
Palazzo delle Colonne a Tolemaide, vista del "Grande peristilio" da sud; sullo sfondo la sala a quadripartito, con le colonne rialzate

Il Palazzo delle colonne è un'antica domus di Tolemaide, in Cirenaica (Libia), che occupava un isolato del centro cittadino, a nord dell'agorà.

## Storia
La datazione dell'edificio è stata oggetto di discussione: il suo impianto è stato datato in epoca ellenistica, nel II o nel I secolo a.C., oppure nel periodo flavio o traianeo. Subì quasi certamente delle modifiche nel II secolo d.C., in epoca antonina o severiana. A causa della sua ricchezza e complessità si è ipotizzato che si trattasse del palazzo dell'autorità locale sia in epoca tolemaica che imperiale romana: in questo caso in epoca tardo-antica sarebbe stato sede del governatore della provincia dioclezianea della Libia superiore. Rimase in uso fino al periodo bizantino, ma probabilmente con un cambio di destinazione, visto che alcuni ambienti furono riutilizzati per attività artigianali.
La zona centrale dell'edificio (allora denominato "Edificio colonnato") fu scavata nel 1937-1938 da Enrico Paribeni e il resto negli anni 1939-1942 da Gennaro Pesce, parallelamente al restauro. Parte delle suppellettili rinvenute negli scavi e conservate nel Museo di Tolemaide furono saccheggiate nel 1941 durante la seconda guerra mondiale]. Negli scavi, nel settore centrale occidentale, furono rinvenuti alcuni resti di un edificio precedente.

## Descrizione

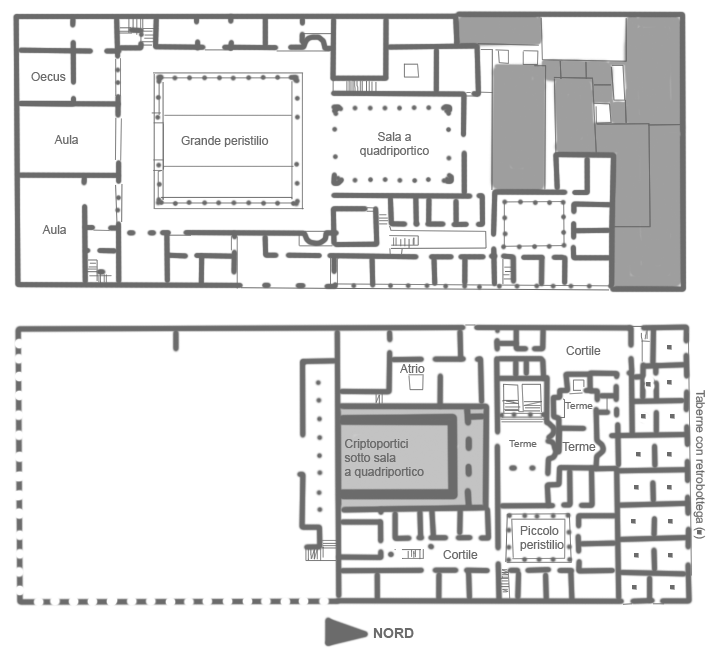
Palazzo delle Colonne a Tolemaide, schizzi planimetrici dell'articolazione degli ambienti ai livelli superiori (sopra) e ai livelli inferiori (sotto)

Il Palazzo delle colonne occupa un isolato cittadino a forma di rettangolo allungato e leggermente irregolare (164,10 m di lunghezza x 36,45 m a nord e 37,60 m a sud). L'edificio si trova su un terreno in pendio, che scende da sud verso nord e presenta ambienti a livelli diversi, collegati da scale. 
La pianta si articola intorno al settore monumentale del "Grande peristilio" centrale (lati est ed ovest 28,90 m e e lati nord e sud 24,10 m), occupato al centro da una piscina, forse più tarda rispetto all'impianto originario; lo spazio scoperto era circondato da colonne ioniche su tre lati e corinzie sul lato nord, tutte con trabeazione dorica. Sul "Grande peristilio" si aprono gli ambienti più lussuosi: sul lato nord una grande sala a quadriportico con colonne corinzie, sorretta da un criptoportico, e sul lato sud due grandi aule, un oecus (salone), con capitelli ornati da teste di Serapide, e un cubicolo (camera da letto). L'ingresso a questo settore, tutto situato allo stesso livello, avveniva dal lato est.
A nord del "Grande peristilio, ad un livello inferiore, si trovano gli ambienti delle terme private e oltre, sulla facciata nord, una serie di taberne (botteghe) aperte sulla via e dotate di retrobottega. 
Sul lato ovest del settore centrale, ad un livello inferiore, si trova un piccolo atrio con impluvio, con un ingresso separato, e un piccolo cortile a nord di esso. 
Sul lato est del settore centrale, ancora ad un livello inferiore rispetto ad esso, si trova un piccolo peristilio a nord, con colonne doriche e trabeazione ionica e un grande cortile rettangolare. In quest'area un ambiente sotterraneo ha restituito degli scheletri umani e una grande quantità di frammenti ceramici: potrebbe essere stata una prigione o forse una tomba familiare.
Tutti questi nuclei formano un unico complesso e sono collegati tra loro da corridoi e scale. Altri ambienti separati si trovano tra il muro che chiude a sud il complesso del Grande peristilio e la facciata meridionale dell'edificio.